# Gregorio Ricci-Curbastro

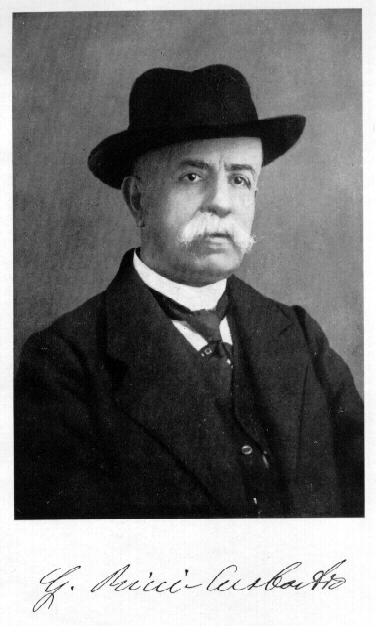
Ricci-Curbastro

Gregorio Ricci-Curbastro (* 12. Januar 1853 in Lugo, Provinz Ravenna; † 6. August 1925 in Bologna) war ein italienischer Mathematiker. Er war vor allem berühmt für seine Forschungsergebnisse auf dem Gebiet der Tensorrechnung.

## Leben
Ricci-Curbastro studierte von 1869 bis 1870 bereits mit sechzehn Jahren Philosophie und Mathematik an der Universität La Sapienza in Rom und setzte seine Studien nach einer Unterbrechung in Bologna (1872–73) und Pisa fort. 1875 promovierte er mit einer Arbeit Über Fuchs' Untersuchungen zu linearen Differentialgleichungen. Dann setzte er seine Studien 1877–78 an der Technischen Hochschule München fort. 1879 kehrte er an die Universität Pisa zurück, zunächst als Assistent und ab 1880 als Professor für mathematische Physik. Diesen Lehrstuhl hatte er bis zu seinem Tod inne.
Ricci-Curbastro veröffentlichte über sechzig Schriften auf dem Gebiet der Mathematik. Seine Arbeit zum „absoluten Differential-Kalkulus“ wurde die Grundlage der Tensoranalysis und diente auch Albert Einstein bei der Formulierung der Allgemeinen Relativitätstheorie.
Viele seiner nach 1900 veröffentlichten Arbeiten entstanden in Zusammenarbeit mit seinem Schüler Tullio Levi-Civita. In den Niederlanden baute Jan Schouten diese Theorie in seinem Buch Der Ricci-Kalkül weiter aus.
Seit 1899 war er Mitglied der Accademia Nazionale dei Lincei. 1918 wurde er Mitglied der Accademia delle Scienze di Torino und 1925 der Päpstlichen Akademie der Wissenschaften.

## Ehrungen
Nach Ricci-Curbastro sind der Asteroid (13642) Ricci, der Ricci-Fluss und der Ricci-Tensor benannt.